# Cristóbal Jardua
 Cristóbal Abdul Jardua Campos (Chillán, Chile, 29 de julio de 1986) es un abogado y político chileno, miembro de la Unión Demócrata Independiente (UDI). Desde julio de 2021 se desempeña como delegado presidencial regional de Ñuble, bajo la administración de Sebastián Piñera.

## Datos biográficos
Es abogado de la Universidad Pedro de Valdivia, con un diplomado en Derecho Municipal de la Universidad Central, Santiago.
Fue fiscalizador en la Dirección de Control de la Municipalidad de San Carlos, secretario abogado (s) en el Juzgado de policía local de Parral y lideró en las municipalidades de Parral y Chillán el proyecto de «justicia vecinal».
Se desempeñó como delegado ministerial de Transporte y Telecomunicaciones, para luego asumir como Secretario regional ministerial (Seremi) de la misma cartera; y posteriormente, como Seremi de Obras Públicas.
El 20 de noviembre de 2020 fue designado por el presidente Sebastián Piñera como intendente de la Región de Ñuble, en reemplazo del renunciado Martín Arrau.
Es casado y padre de un hijo.